# Bradina punctimarginata
Bradina punctimarginata là một loài bướm đêm trong họ Crambidae.